# Calephelis wellingi
Calephelis wellingi is een vlindersoort uit de familie van de prachtvlinders (Riodinidae), onderfamilie Riodininae.
Calephelis wellingi werd in 1971 beschreven door McAlpine.